# Te Tai Hauāuru
Te Tai Hauāuru ist einer von sieben in Neuseeland speziell für Māori geschaffenen Wahlkreise, Māori Electorates genannt.
Der Begriff Electorate bezeichnet in Neuseeland und Australien einen Wahlkreis, wohingegen in Großbritannien damit das Wahlvolk bzw. Wahlberechtigte gemeint sind.
In den Jahren bis 2011 gewannen jeweils die Kandidaten der Māori Party das Direktmandat des Wahlkreises für das New Zealand Parliament, seit dem Wahljahr 2014 können Kandidaten der Labour Party das Direktmandat für sich verbuchen.

## Geografie
Der Wahlkreis Te Tai Hauāuru reicht von Kāwhia im Norden bis hinunter nach Porirua und Grenada North und nach Westen bis Palmerston North und Lake Taupō. Eingeschlossen davon sind die Taranaki Region, Manawatu-Wanganui und Palmerston North.

## Hintergrundinformationen
Zu der Parlamentswahl 2008 hatten sich als Beispiel in dem Wahlbezirk Te Tai Hauāuru 32522 Wähler maorischer Abstammung in die Wählerlisten eingetragen. Davon gaben 20110 (61,8 %) ihre Stimme für eine Partei ab und 19,671 (60,5 %) für einen der aufgestellten Kandidaten. Geht man allerdings von den 93948 Māori-Stämmigen Einwohnern aus, die zur Volkszählung 2006 ermittelt wurden, haben sich nur geschätzte 34 % der Māori-Bevölkerung des Wahlkreises in die Wählerlisten eingetragen. Die Wahlbeteiligung bezogen auf die Einwohnerzahl hatte somit seinerzeit bei geschätzten 21 % gelegen.

## Wahlstatistik

### Parlamentswahl 2017
| Pos | Kandidat                | Parteizugehörigkeit | Stimmenanteil |   | Pos                     | Partei  | Stimmenanteil |
| 1   | Adrian Paki Rurawhe     | Labour Party        | 45,01 %       | 1 | Labour Party            | 59,14 % |               |
| 2   | Howie Tamati            | Māori Party         | 40,24 %       | 2 | Māori Party             | 15,13 % |               |
| 3   | Jack McDonald           | Green Party         | 12,86 %       | 3 | New Zealand First Party | 7,35 %  |               |
| 4   | Wikitoria Waitai-Rapana | unabhängig          | 1,88 %        | 4 | National Party          | 6,62 %  |               |
| 5   |                         |                     |               | 5 | Green Party             | 6,61 %  |               |

### Parlamentswahl 2014
| Pos | Kandidat               | Parteizugehörigkeit | Stimmenanteil |   | Pos                     | Partei  | Stimmenanteil |
| 1   | Adrian Paki Rurawhe    | Labour Party        | 41,34 %       | 1 | Labour Party            | 42,23 % |               |
| 2   | Chris McKenzie         | Māori Party         | 33,40 %       | 2 | Māori Party             | 17,64 % |               |
| 3   | Jack Tautokai McDonald | Green Party         | 15,35 %       | 3 | Green Party             | 11,93 % |               |
| 4   | Jordan Winiata         | Mana Party          | 9,91 %        | 4 | New Zealand First Party | 11,59 % |               |
| 5   |                        |                     |               | 5 | National Party          | 7,11 %  |               |

### Parlamentswahl 2011
| Pos | Kandidat                | Parteizugehörigkeit | Stimmenanteil |   | Pos                     | Partei  | Stimmenanteil |
| 1   | Tariana Turia           | Māori Party         | 48,30 %       | 1 | Labour Party            | 42,03 % |               |
| 2   | Soraya Waiat Peke-Mason | Labour Party        | 29,85 %       | 2 | Māori Party             | 21,05 % |               |
| 3   | Jack Tautokai McDonald  | Green Party         | 11,49 %       | 3 | Green Party             | 11,17 % |               |
| 4   | Frederick Timutimu      | Mana Party          | 8,67 %        | 4 | New Zealand First Party | 7,49 %  |               |
| 5   | Jennifer Waitai-Rapana  | (NI) ???            | 1,02 %        | 5 | National Party          | 7,81 %  |               |

### Parlamentswahl 2008
| Pos | Kandidat      | Parteizugehörigkeit | Stimmenanteil |   | Pos                     | Partei  | Stimmenanteil |
| 1   | Tariana Turia | Māori Party         | 70,58 %       | 1 | Labour Party            | 50,66 % |               |
| 2   | Errol Mason   | Labour Party        | 29,42 %       | 2 | Māori Party             | 30,76 % |               |
| 3   |               |                     |               | 3 | National Party          | 6,57 %  |               |
| 4   |               |                     |               | 4 | New Zealand First Party | 5,21 %  |               |
| 5   |               |                     |               | 5 | Green Party             | 3,53 %  |               |

### Parlamentswahl 2005
| Pos | Kandidat      | Parteizugehörigkeit | Stimmenanteil |   | Pos                     | Partei  | Stimmenanteil |
| 1   | Tariana Turia | Māori Party         | 62,98 %       | 1 | Labour Party            | 53,10 % |               |
| 2   | Erro Mason    | Labour Party        | 33,49 %       | 2 | Māori Party             | 31,68 % |               |
| 3   | Hemi Te Wano  | Destiny New Zealand | 3,53 %        | 3 | New Zealand First Party | 4,81 %  |               |
| 4   |               |                     |               | 4 | National Party          | 3,58 %  |               |
| 5   |               |                     |               | 5 | Green Party             | 3,16 %  |               |

### Parlamentswahl 2002 und Kandidatennachwahl 2004
| Pos | Kandidat (2004)       | Parteizugehörigkeit     | Stimmenanteil |   | Pos                     | Partei (2002) | Stimmenanteil |
| 1   | Tariana Turia         | Māori Party             | 92,74 %       | 1 | Labour Party            | 56,08 %       |               |
| 2   | Te Ringa Mangu Mihaka | Legalise Cannabis Party | 2,52 %        | 2 | New Zealand First Party | 12,66 %       |               |
| 3   | Tahu Hamuera Nepia    | unabhängig              | 2,34 %        | 3 | Green Party             | 11,07 %       |               |
| 4   | Peter Keith Wakeman   | unabhängig              | 1,02 %        | 4 | National Party          | 4,12 %        |               |
| 5   | David John Bolton     | unabhängig              | 0,89 %        | 5 | Mana Maori              | 4,08 %        |               |

Anmerkung: Es wurden jeweils immer nur die ersten 5 Kandidaten bzw. die ersten 5 Parteien dargestellt.